# شهرستان اسکس، انتاریو
شهرستان اسکس (به انگلیسی: Essex County) یک شهرستان و شهرداری upper-tier در کانادا است که در انتاریو واقع شده‌است.

## خصوصیات
شهرستان اسکس ۱۷۷٬۷۲۰ نفر جمعیت دارد.

## نگارخانه

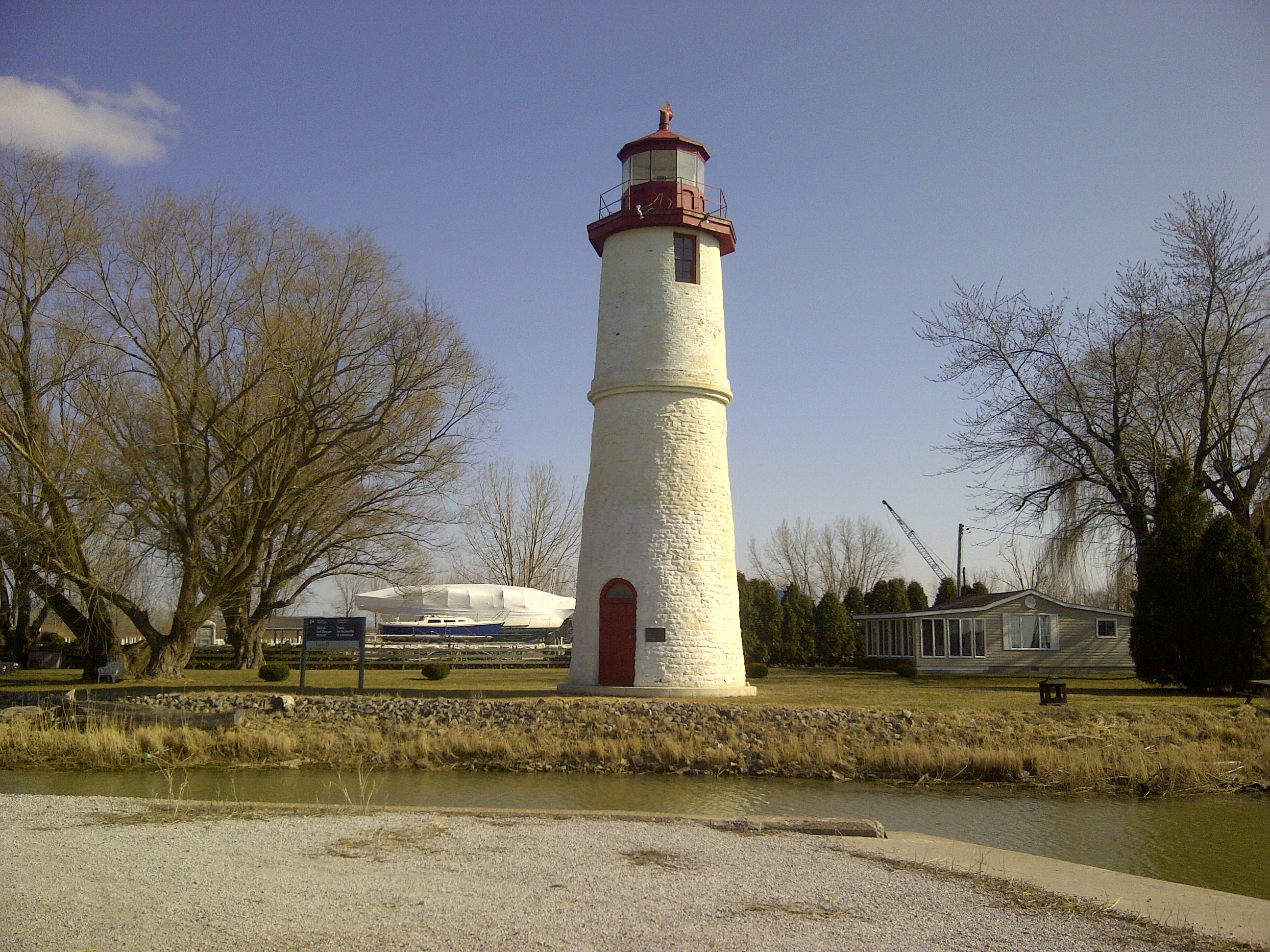
فانوس
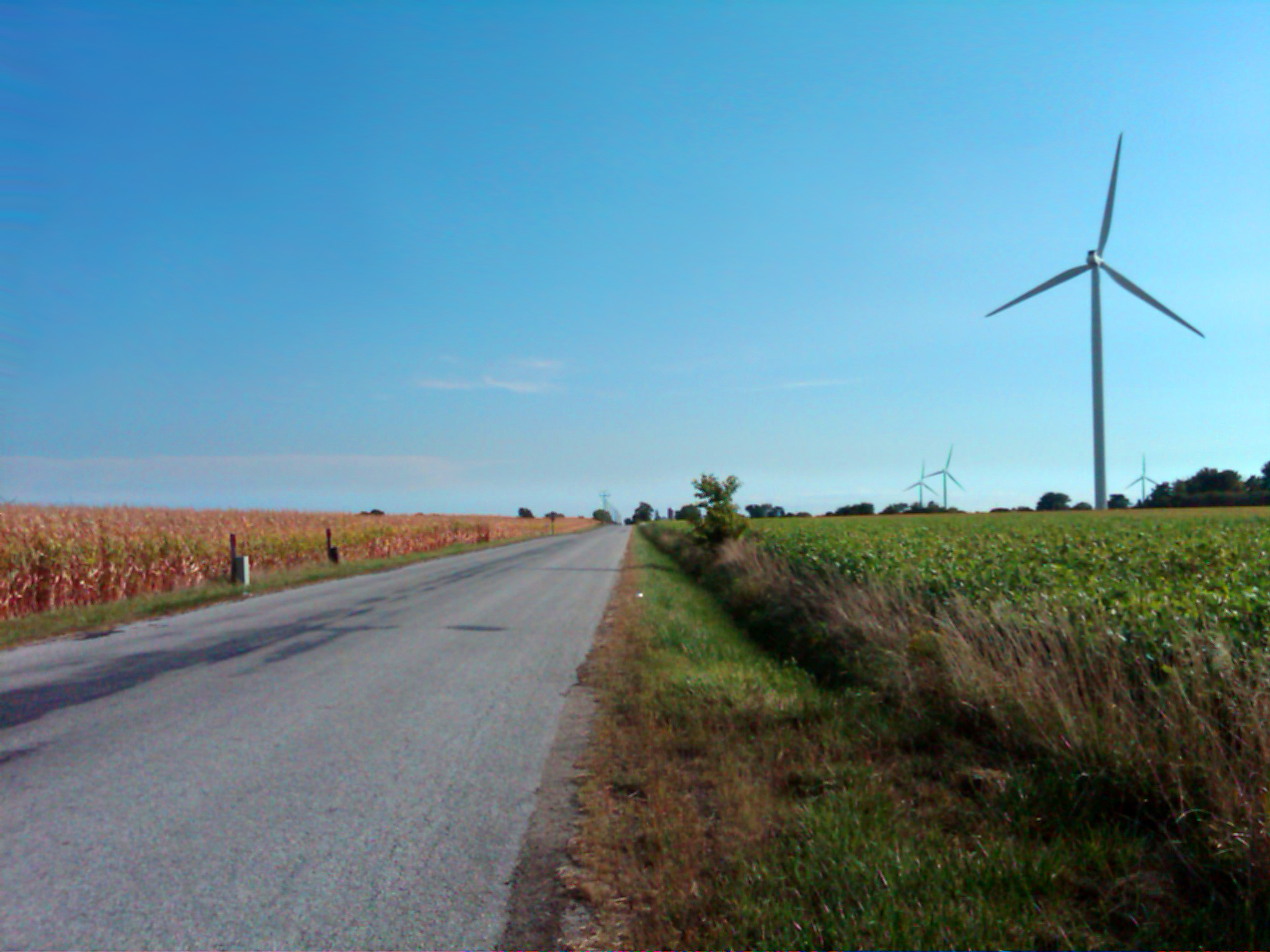
آسیاب‌های بادی